# Надкерничний Юліан Антонович
Юліан Антонович Надкерничний (Надкирничний) (3 грудня 1905 року, Соколова — 21 серпня 1990 року, Вінниця) — передовик радянського сільського господарства, голова колгоспу імені Шевченка Вінницького району Вінницької області, Герой Соціалістичної Праці (1952), учасник Другої світової війни.

## Біографія
Народився 3 грудня 1905 року в селі Соколова Літинського повіту Подільської губернії (нині Хмільницького району Вінницької області України) у селянській сім'ї. Закінчив три класи сільської школи, працював у домашньому господарстві. З 1919 року, після смерті батька, працював у куркулів у своєму селі.
З 1920 по 1927 працював ремонтним робітником на станції Войтівці Південно-Західної залізниці.
У вересні 1927 року був призваний до Червоної Армії. Службу проходив у 96-й Вінницькій стрілецькій дивізії, закінчив школу молодших командирів. 1929 року був демобілізований. Вступив на службу до міліції у місті Хмільник Вінницької області. Потім закінчив два курси Вінницького будівельного технікуму.
Член КПРС з 1931.
У лютому 1933 року був направлений на роботу до сільського господарства у Вінницькому районі. Працював головою колгоспу «Нове життя» у селі Тяжилів, потім очолив колгосп у селі Вінницькі Хутори.
У 1936—1938 роках знову проходив службу в армії, у тій же 96-й Вінницькій стрілецькій дивізії. Після звільнення за станом здоров'я у запас проживав у місті Вінниця, працював начальником служби колії управління трамваїв. З жовтня 1940 року — інструктор оргвідділу Вінницького райкому Компартії (більшовиків) України.
У березні 1941 року направлений до відсталого колгоспу «Червона Армія» в селі Лаврівка Вінницького району. Із початком Другої світової війни організовував евакуацію господарства до Ростовської області. Якийсь час працював завідувачем ферми в радгоспі в селі Нижньонагольне.
У березні 1942 року знову мобілізований в армію. Закінчив курси партактиву при політвідділі Сталінградського військового округу. З липня 1942 в армії, був призначений комісаром стрілецького батальйону 555-го стрілецького полку 127-ї стрілецької дивізії 57-ї армії. У листопаді 1942 року був тяжко поранений, перебував на лікуванні у шпиталі у місті Уральськ. Після одужання спрямований на курси молодших лейтенантів Сталінградського фронту, які закінчив у березні 1943 року. Був призначений парторгом кулеметного батальйону фронтових курсів молодших лейтенантів. На цій посаді пройшов до кінця війни, воював на Сталінградському, Південному та 4-му Українському фронтах.
Після війни продовжив службу в армії, був заступником начальника курсів удосконалення офіцерського складу військ Прикарпатського військового округу. У червні 1946 року у званні майора звільнений у запас.
Працював головою колгоспу імені Шевченка у Вінницькому районі Вінницької області. 1951 року колгосп отримав урожай насіння кок-сагизу 131,2 кілограма з гектара на площі 16 га.
Указом Президії Верховної СРСР від 28 серпня 1952 року за одержання високого врожаю кок-сагизу в 1951 році Юліану Антоновичу Надкерничному присвоєно звання Героя Соціалістичної Праці з врученням ордена Леніна (№ 218083) і золотої медалі «Серп і Молот» № 6.
Продовжував успішно керувати колгоспом, який продовжував одержувати високі врожаї та інших сільськогосподарських культур.
Указом Президії Верховної Ради СРСР від 26 лютого 1958 року за видатні успіхи у справі отримання високих і стійких урожаїв зернових і технічних культур, виробництва продуктів тваринництва, широке використання досягнень науки і передового досвіду у вирощуванні сільськогосподарських культур і підйомі тваринництва Юліан Антонович Надкерничний 57).
У грудні 1958 року був звільнений з посади голови колгоспу, перейшов на посаду бригадира рільницької бригади. Тоді ж був виключений із партії. З жовтня 1959 року працював бригадиром комплексної бригади у колгоспі «Україна» у селі Стадниця Вінницького району. У грудні 1959 року відновлено у партії.
У березні 1960 року був направлений до села Сосонка, де очолив колгосп «Ленінський шлях».
Указом Президії Верховної Ради СРСР від 29 травня 1961 року позбавлений другої золотої медалі «Серп і Молот», «як того, хто незаслужено отримав цю високу нагороду». 
До лютого 1964 року працював головою колгоспу «Ленінський шлях». Потім працював завідувачем господарства Вінницького виробничого молочного об'єднання. У січні 1968 вийшов на пенсію, був пенсіонером союзного значення.
Жив у Вінниці, в останні роки тяжко хворів. Помер 21 серпня 1990 року на 85-му році життя.

## Нагороди
- орден Леніна (28.08.1952) (№ 218083);
- золота медаль «Серп та Молот» (28.08.1952) (№ 6304);
- друга золота медаль «Серп і Молот» (26.02.1958) (№ 57) — позбавлений 29.05.1961;
- два ордени Вітчизняної війни II ступеня (13.06.1945, 11.03.1985);
- орден Червоної Зірки (31.12.1944);
- медалі, зокрема медаль «За оборону Сталінграда» (22.12.1942);
- медаль «За трудову відзнаку» (15.01.1949).